# Carl Goßler
Carl Heinrich Goßler ou Gossler est un rameur allemand né le 26 juin 1875 à Hambourg et mort au combat le 9 septembre 1914 en France, champion olympique à seulement 15 ans. Plus jeune champion, il est membre du Germania Ruder Club de Hambourg.

## Biographie
Carl Goßler, barreur du Germania Ruder Club de Hambourg, dispute l'épreuve de quatre avec barreur aux côtés de ses frères Gustav et Oskar ainsi que de Walter Katzenstein et Waldemar Tietgens aux Jeux olympiques d'été de 1900 à Paris. A seulement 15 ans, Goßler devient alors champion olympique aux côtés des 4 autres allemands. Goßler dispute aussi l'épreuve de huit, où il terminera 4e. Officier de carrière, il décédera au début de la première guerre mondiale en France